# Gammarus emeiensis
Gammarus emeiensis is een vlokreeftensoort uit de familie van de Gammaridae. De wetenschappelijke naam van de soort is voor het eerst geldig gepubliceerd in 2002 door Hou, Li & Koenemann.